# بوميتسيا

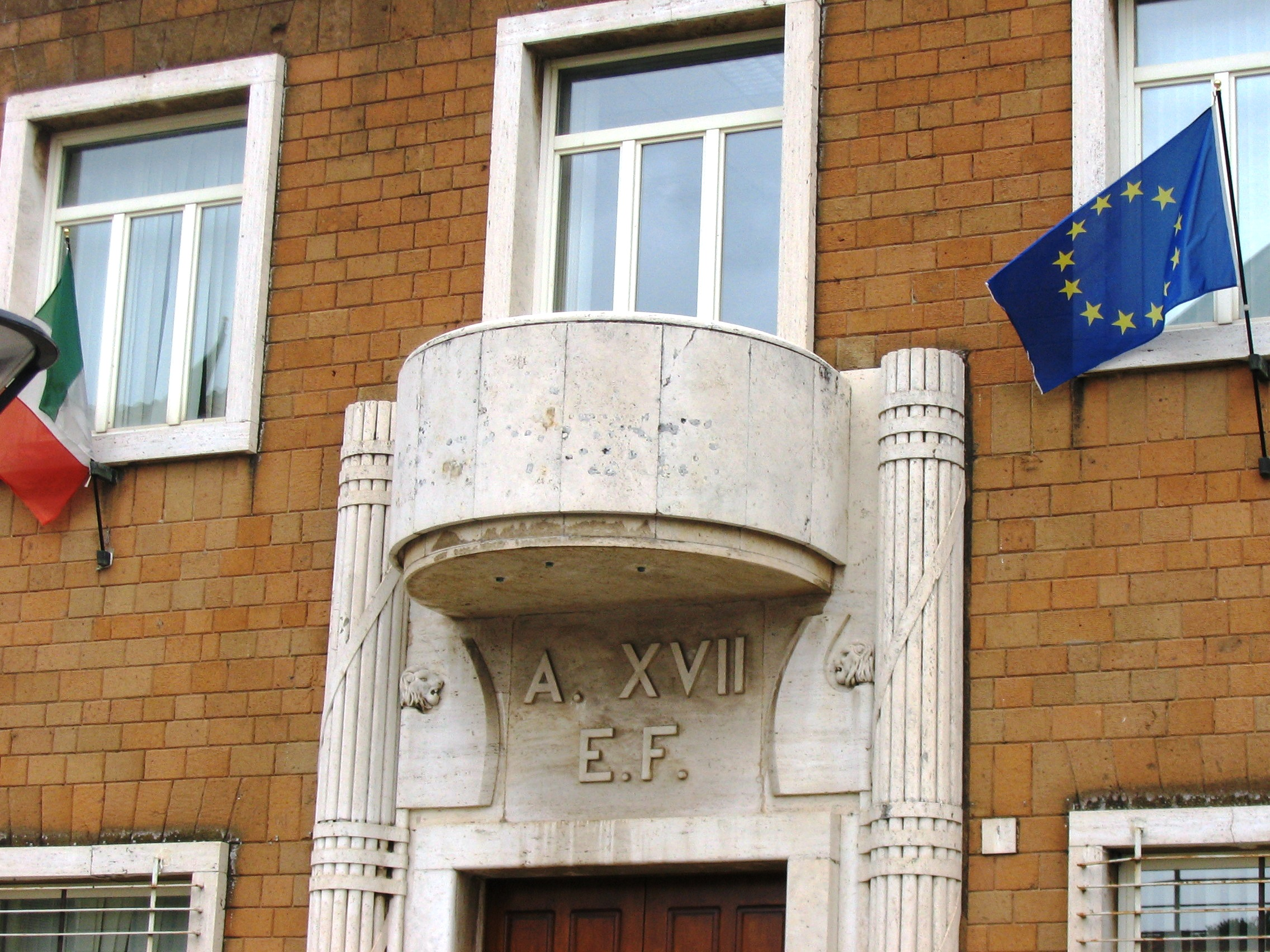
Balcone dell'ex Casa del Fascio

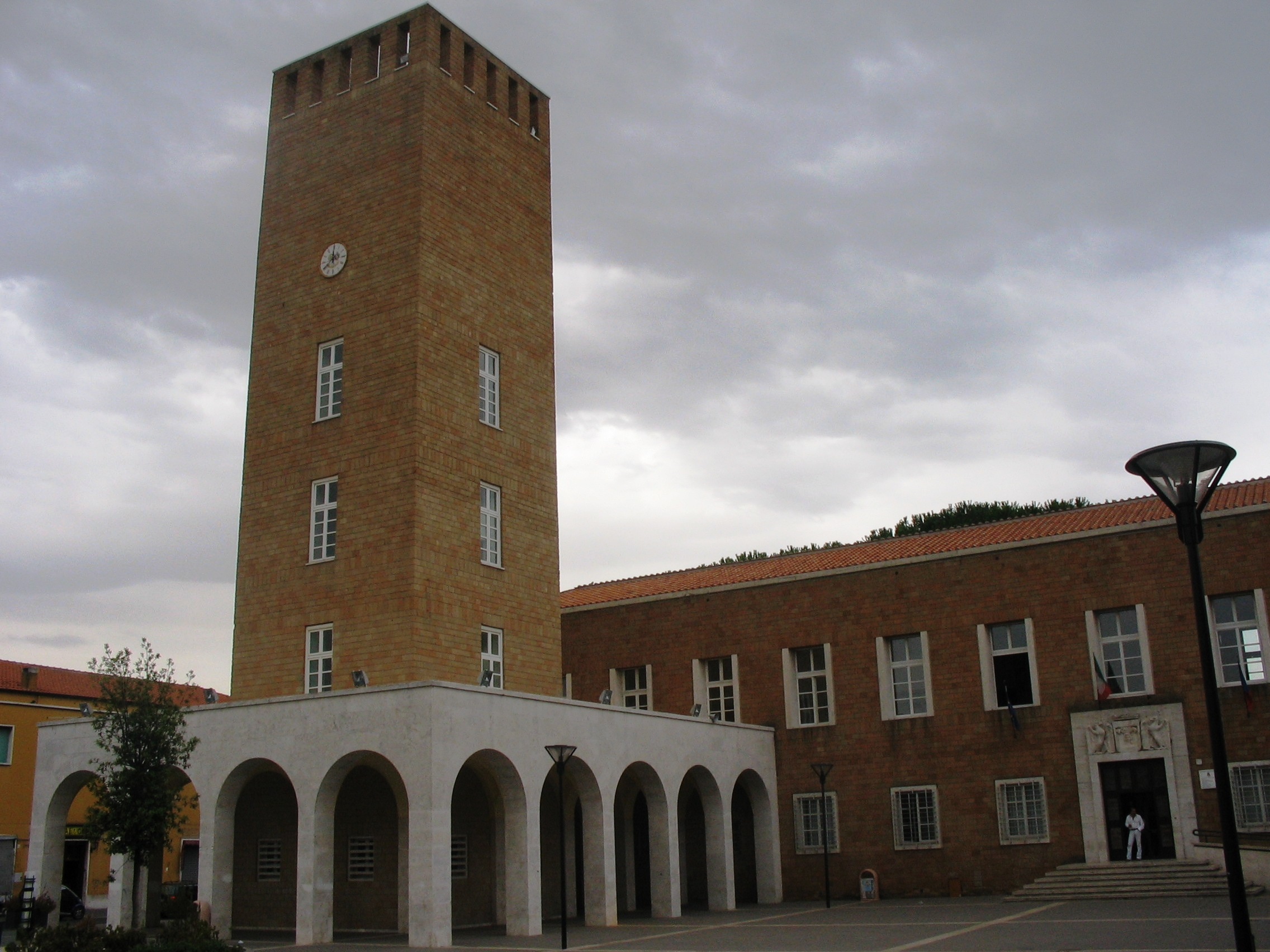
Torre e Municipio

بوميتسيا (بالإيطالية: Pomezia)‏، مدينة وسط إيطاليا في مقاطعة روما ضمن إقليم لاتسيو يقارب سكانها 50.000 نسمة، تستمد اسمها من اسم المدينة القديمة Suessa Pometia، التي تشكل سر غامض حيث لم يتمكن الدارسين من تحديد مكانها بالضبظ، ولكن بالتأكيد ليست في مكان بوميتسيا الحالي. مع وجود في وثائق تاريخية تثبت تشييدها.
لانتشار مهنة الزراعة في الإقليم، جعل بعض يفترض ان اسم بوميتسيا جاء من نوع من أشجار الفاكهة اسمها العلمي Sorbus aucuparia والذي يسمى في إيطاليا pomi، أو نسبة إلى آلهة الرومان بومونا الموجودة أيضا في شعار المدينة: وتأتي هذه الفرضيه الأخيرة المشكك في صحتها انتشار واسع شفويا وإعلاميا، وحيث رغبت الدولة الفاشيه التي بنتها مع مدن أخرى مثل لاتينا وأبريليا أن تعطي للمدينة «القديمة» اسمها كقيمة رمزية قوية، تشير إلى تاريخها اللاتيني الذي شهد «إعادة إحياء الحضارة». ألوان شعار المدينة وحمراء وزرقاء ترمزان إلى لون الأرض ولون البحر حيث أنها مطلة على البحر التيراني.
و قد وضع حجر الأساس في 25 أبريل 1938 م وافتتحت 29 أكتوبر 1938 م سكانها الأوائل كانوا عائلات مهاجرة فقيرة من الفلاحين أغلبهم أتوا من فينيتو وفريولي ورومانيا، بعرض أن تكون مركز زراعي ما لبثت أن أصبحت من أهم المراكز الصناعية في إقليم لاتسيو نظرا لقبها من روما.

## السكان
في سنة 1871 بلغ عدد السكان 254 نسمة، وتطور العدد ليصل في سنة 2011 لـ 56٬372 نسمة.
يظهر هذا المخطط البياني تطور النمو السكاني لـ بوميتسيا

## توأمة
لبوميتسيا اتفاقيات توأمة مع كل من:
- جنق قلعة
- زينغن (1974 -)
- Itápolis [الإنجليزية]‏

## أعلام
- فابريتسيو برناردي
- أنطون دوستلير